# Leopold Wohlrab
Leopold „Poldl” Wohlrab  (ur. 22 marca 1912 w Wiedniu, zm. 5 stycznia 1981) – austriacki piłkarz ręczny, medalista olimpijski.
Uczestnik letnich igrzysk olimpijskich. Na igrzyskach w Berlinie (1936) zagrał w trzech spotkaniach. Były to dwa wygrane pojedynki przeciwko reprezentacji Szwajcarii (14-3 i 11-6) i przegrana rywalizacja z Niemcami (6-10). Wohlrab nie strzelił żadnego gola. Ostatecznie reprezentacja Austrii zdobyła srebrny medal, przegrywając z ekipą gospodarzy. 
Wohlrab był w składzie reprezentacji narodowej, która na mistrzostwach świata w 1938 roku zdobyła tytuł wicemistrzowski (najlepsi ponownie byli Niemcy). Po anszlusie znalazł się w składzie reprezentacji III Rzeszy na mistrzostwach świata w piłce ręcznej na trawie. Razem z drużyną zdobył złoto. Wohlrab był jedynym zawodnikiem z olimpijskiej kadry Austrii, który na tym turnieju znalazł się w składzie drużyny III Rzeszy. 